# Colonia Tovar
Colonia Tovar (angličtina: Tovar Colony, v českém překladu Kolonie Tovar) je město ve Venezuele, hlavní město oblasti Tovar v kraji Aragua. Založeno bylo v roce 1843 skupinou imigrantů z nezávislého státu Bádenska (pozdějšího státu Německa). Udržuje si stále charakteristické rysy původních osadníků a nazývá se "Německem v Karibiku". Ekonomika města je závislá převážně na zemědělství a turismu, město se nachází 42 kilometrů od Caracasu. Od roku 1990 ve městě proběhl vysoký populační růst, počet obyvatel města se zvýšil z 3373 v roce 1990 na 14309 v roce 2001.

## Historie
Osadníci z Německa dopluli v počtu 391 osob (240 mužů, 151 žen) do Venezuely v roce 1842. Později dorazili do oblasti budoucího města Colonía Tovar, kde je přijal tehdejší prezident Venezuely Carlos Soublette. Mezi prvními osadníky byli malíři, vědci a další, kteří jsou pohřbeni na místním hřbitově. Obyvatelé vesnice se zpočátku nazývali "los colonieros" a živili se pěstováním kávy, později se rozšířila i výroba sudů, které byly potřeba pro přesun zboží do Caracasu. Do Caracasu se dlouhou dobu dalo dopravit pouze po řece, posléze s rozvojem dopravních možností se začal rozvíjet i turismus.